# Club de Fútbol Igualada
El Club de Futbol Igualada es un club de fútbol de la ciudad de Igualada (Barcelona). Fue fundado en 1939 y actualmente milita en Primera Catalana Grupo II. Su rivalidad más fuerte es la UD San Mauro.

## Historia
El club nació en 1939, tras la guerra civil española, con el nombre Club de Futbol Igualada de Educación y Descanso. Joan Colom inscribió al club en la Federación Catalana y reclutó jugadores de una peña que se había formado en el Bar Goya, en la Rambla de Sant Isidre. Julio Borrás fue el primer entrenador y Ramon Godó el primer presidente del club.
En 1944 el club perdió las referencias falangistas en su denominación, pasando a su nombre actual de CF Igualada. Tras varios años disputando campeonatos regionales, la temporada 1945/46 ascendió a categoría nacional. Desde entonces, ha alternado la Tercera División con la regional. Su mayor estabilidad la encontró en los años ochenta y noventa, cuando encadenó 17 campañas (de 1979 a 1996) en Tercera. Desde entonces, sin embargo, sólo ha jugado dos temporadas más en esta categoría.

## Estadio
El club juega en el estadio municipal de Les Comes, que se inauguró el 21 de agosto de 1986 con un partido amistoso ante el CE Sabadell. Anteriormente jugó en las instalaciones del Ateneo Igualadino y luego en el campo del Xipreret.

## Datos del club
- Temporadas en Primera División: 0
- Temporadas en Segunda División: 0
- Temporadas en Segunda División "B": 0
- Temporadas en Tercera División: 34 (contando la Temporada 2019/20)
- Mejor puesto en la liga: 5.º en Tercera División de España (temporada 1946/47)
- Mejor jugador 2016-2017: Achéliéy "Jéan Sagastume" Sáenz i Monterrusa